# Preshute
Preshute est une paroisse civile du Wiltshire, en Angleterre.